# Dispositivo de enredo
Um dispositivo de enredo ou mecanismo de enredo é qualquer técnica em uma narrativa usada para mover o enredo. Um dispositivo de enredo clichê pode incomodar o leitor e um dispositivo artificial ou arbitrário pode confundir o leitor, causando a perda da suspensão de descrença. No entanto, um dispositivo de enredo bem elaborado, ou que emerge naturalmente do cenário ou dos personagens da história, pode ser inteiramente aceito, ou até mesmo passar despercebido pelo público.

## Histórias usando dispositivos de enredo
Muitas histórias, especialmente no gênero de fantasia, apresentam um objeto ou objetos com algum grande poder mágico, como uma coroa, uma espada ou uma joia. Muitas vezes o que move o enredo é a necessidade do herói de encontrar o objeto e usá-lo para o bem, antes que o vilão possa usá-lo para o mal, ou caso o objeto tenha sido quebrado pelos vilões, recuperar cada peça que deve ser recolhida de cada antagonista para restaurá-lo ou, se o objeto em si for mau, destruí-lo. Em alguns casos, destruir o objeto levará à destruição do vilão.
Na série de filmes Indiana Jones, cada filme retrata Jones em busca de um artefato místico. Em Raiders of the Lost Ark, ele está tentando recuperar a Arca da Aliança; em Indiana Jones and the Last Crusade, Jones está em busca do Santo Graal. Este dispositivo de enredo também é usado no conto de As Mil e Uma Noites, "A Cidade do Bronze," em que um grupo de viajantes em uma expedição arqueológica viaja através do Saara para encontrar um navio de bronze que Salomão usou uma vez para prender um gênio.
Vários livros da série Harry Potter se orientam em torno de uma busca por um objeto especial. Em Harry Potter e a Pedra Filosofal, Harry acredita que há uma pedra mágica em Hogwarts com poderes especiais. Lord Voldemort precisa dessa pedra para trazer seu corpo de volta, e Harry procura a pedra primeiro para evitar o retorno de Voldemort.
O Anel de Sauron do livro de J. R. R. Tolkien, O Senhor dos Anéis foi rotulado como um dispositivo de enredo, já que a busca para destruí-lo conduz todo o enredo do romance. No entanto, como o estudioso clássico britânico Nick Lowe coloca: "Tolkien, em geral, se safa com o truque minimizando a arbitrariedade do poder do anel no enredo e colocando mais ênfase do que seus imitadores na maneira como o poder do anel molda o caráter de seu portador e vice-versa".

## Exemplos

### Deus ex machina
O termo deus ex machina é usado para se referir a um final narrativo no qual um evento improvável é usado para resolver todas as situações problemáticas e levar a história a uma conclusão (geralmente feliz).
O trágico grego Eurípides é notório por usar esse dispositivo de enredo como meio de resolver uma situação desesperadora. Por exemplo, na peça Alceste de Eurípides, a heroína homônima concorda em entregar sua própria vida à Morte em troca de poupar a vida de seu marido, Admetus. Ao fazer isso, no entanto, Admetus se arrepende de sua escolha, percebendo que a dor da morte dela nunca o deixaria. Admetus é tomado de culpa e tristeza, desejando mantê-la ou morrer ao lado dela, mas preso por suas obrigações de criar seus filhos. No final, porém, Héracles aparece e captura Alceste da Morte, devolvendo-a à vida e libertando Admetus da dor que o consumia. Outro exemplo de um deus ex machina é Gandalf em O Hobbit. Com a ajuda de capacidades mágicas aparentemente ilimitadas, ele resgata os outros personagens principais de todos os tipos de problemas. Da mesma forma, as águias em O Hobbit e O Senhor dos Anéis realizam resgates inesperados, servindo tanto como o emissário eucatastrófico quanto o agente da redenção. A primeira pessoa conhecida a criticar o dispositivo foi Aristóteles em sua Poética, onde argumentou que a resolução de uma trama deve surgir internamente, decorrente da ação anterior da peça. 

### Triângulo amoroso
Um mecanismo de enredo frequentemente usado em romances e dramas é o triângulo amoroso, um conflito onde dois personagens competem pelo afeto de um terceiro personagem.

### MacGuffin
Um MacGuffin é um termo, popularizado pelo diretor de cinema Alfred Hitchcock, referindo-se a um dispositivo de enredo em que um personagem persegue um objeto, embora a natureza real do objeto não seja importante para a história. Em relação ao MacGuffin, Alfred Hitchcock afirmou: "Em histórias de vigaristas é quase sempre o colar e em histórias de espionagem são quase sempre os documentos". Isso contrasta com, por exemplo, o Anel de O Senhor dos Anéis, cuja própria natureza é essencial para toda a história. Nem todos os diretores de cinema ou estudiosos concordam com a compreensão de Hitchcock de um MacGuffin. De acordo com George Lucas, "o público deve se preocupar com ele [o MacGuffin] quase tanto quanto os duelos de heróis e vilões na tela". Assim, MacGuffins, segundo Lucas, são importantes para os personagens e o enredo.
Os MacGuffins às vezes são chamados de cupons de enredo (especialmente se forem necessários vários), pois o protagonista só precisa "coletar cupons de enredo suficientes e trocá-los por uma resolução". O termo foi cunhado por Nick Lowe.

### Voucher de enredo
Um voucher de enredo, conforme definido por Nick Lowe, é um objeto dado a um personagem (especialmente ao protagonista) antes que ele encontre um obstáculo que exija o uso do objeto. Um exemplo de voucher de enredo é um presente recebido por um personagem, que posteriormente impede uma bala mortal.

### Esquiva
Uma esquiva ou quibble é baseada em um argumento de que o significado pretendido de um acordo não tem valor legal e que apenas as palavras exatas e literais acordadas se aplicam. Por exemplo, William Shakespeare usou um quibble em O Mercador de Veneza: Pórcia salva Antônio em um tribunal apontando que o acordo pedia um quilo de carne, mas sem sangue, então Shylock pode coletar apenas se ele não derramar sangue.

### Pista falsa
A função de uma pista falsa é desviar a atenção do público de algo significativo. As pistas falsas são dispositivos de enredo muito comuns em histórias de mistério, terror e crime. O exemplo típico está em histórias de quem matou?, em que os fatos são apresentados para que o público seja levado a pensar que um determinado personagem é o assassino, quando na verdade é outro personagem.

### Anjo no ombro
Um anjo no ombro é um dispositivo de enredo usado para efeito dramático ou humorístico em animação e tiras de quadrinhos (e ocasionalmente na televisão ao vivo). O anjo representa a consciência e muitas vezes é acompanhado por um demônio no outro ombro representando a tentação. Eles são úteis para mostrar facilmente o conflito interno de um personagem. Normalmente, o anjo é retratado sobre (ou pairando perto) do ombro direito e o diabo ou demônio à esquerda, pois o lado esquerdo tradicionalmente representa desonestidade ou impureza.
A ideia de um anjo e um demônio no ombro consultando a pessoa no centro da disputa é uma visão tripartite da alma dividida, que contribui para uma rica tradição envolvendo a parábola da biga de Platão bem como ID, ego e superego da psicanálise freudiana. A diferença com outras visões é que o anjo e o diabo no ombro enfatizam as ideias universais de bem e mal.